# Erculio
Erculio (latino: Herculius; greco: Ἑρκόλιος; floruit 408-410) è stato un politico dell'Impero romano d'Occidente.

## Biografia
Erculio fu Prefetto del pretorio dell'Illirico tra il 408 e il 410. La testimonianza più antica della sua carica è una legge datata 11 aprile 408, quella più recente una legge datata 24 giugno 410.
Erculio fece riparare le mura cittadine di Megara e vi fece costruire un acquedotto; la città lo ringraziò erigendogli una statua. Altre due statue furono erette in suo onore ad Atene, una dal sofista Plutarco, l'altra dal sofista Aproniano di fronte alla stoà di Adriano.
È possibile che sia da identificare con uno dei sostenitori di Giovanni Crisostomo, al quale il religioso inviò una lettera conservatasi.